# Euphorbia melitensis
Euphorbia melitensis là một loài thực vật có hoa trong họ Đại kích. Loài này được Parl. mô tả khoa học đầu tiên năm 1869.

## Hình ảnh

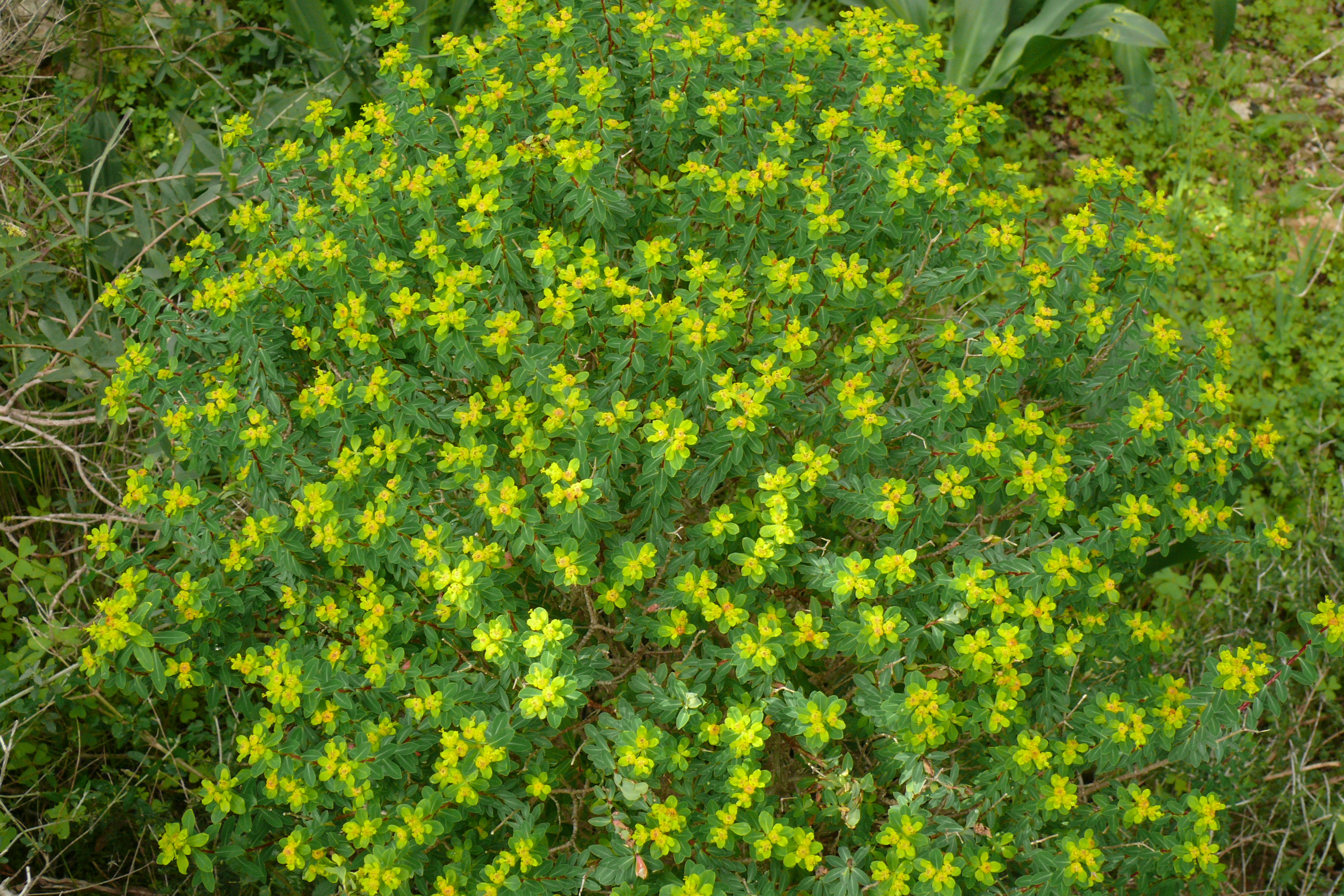
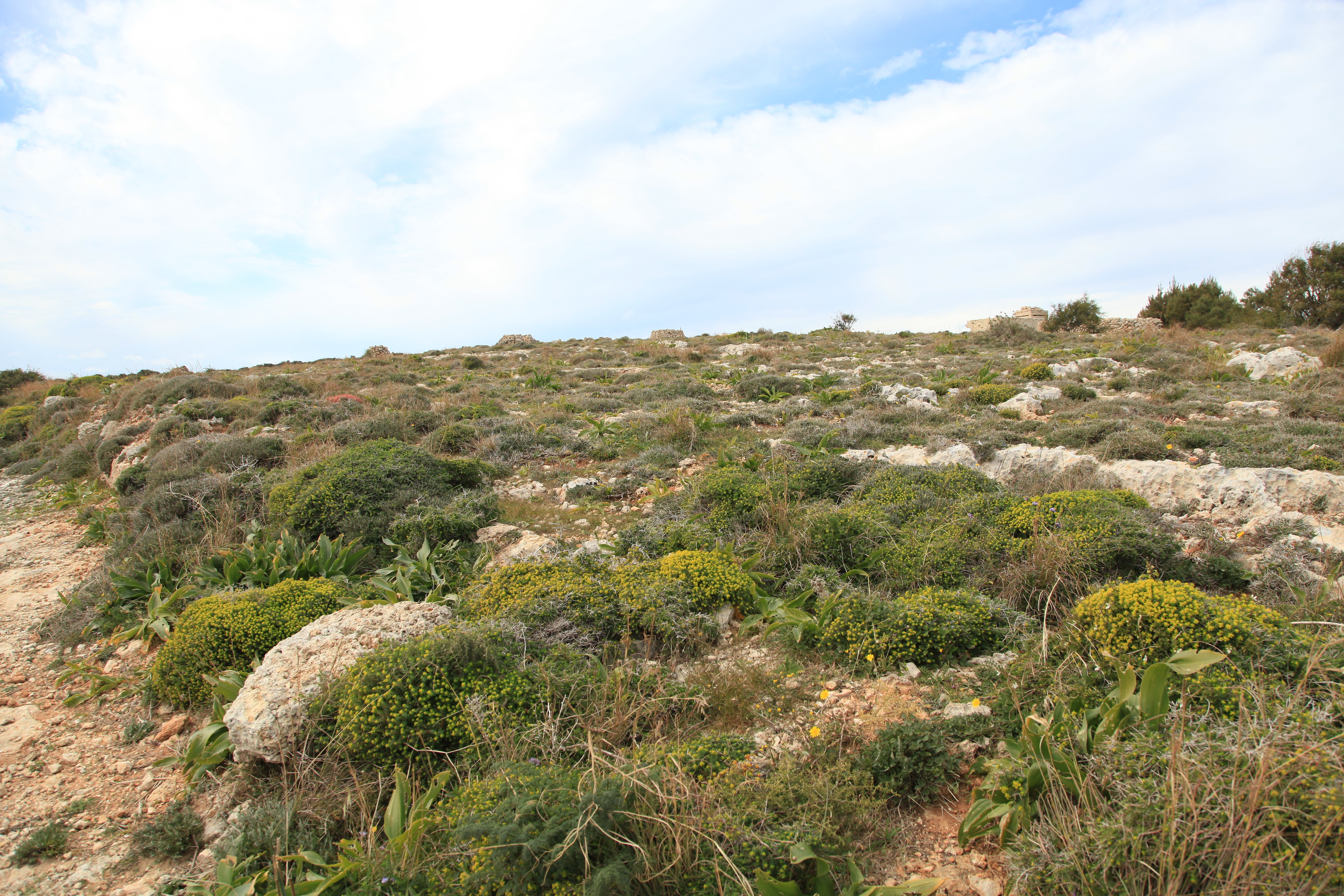
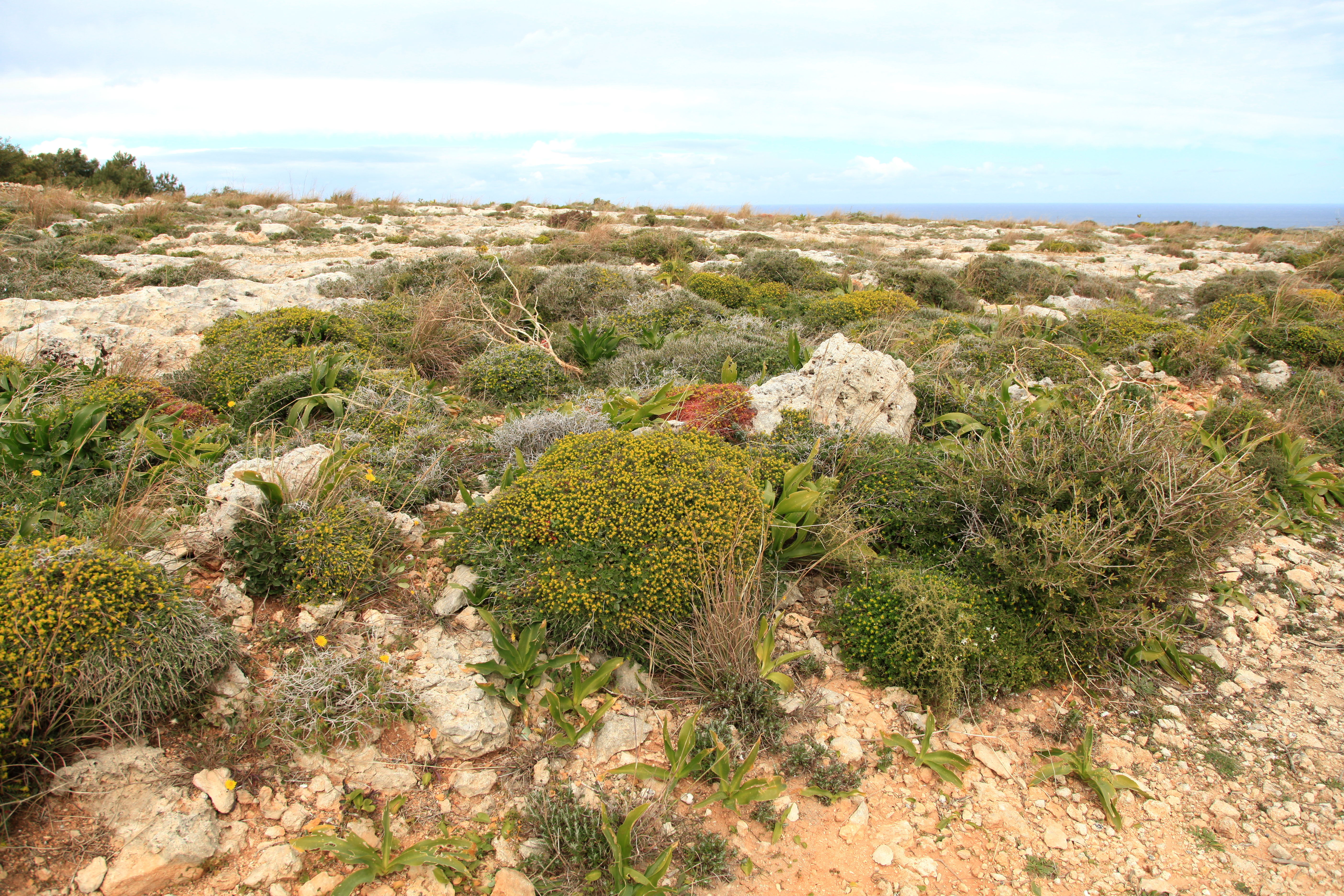
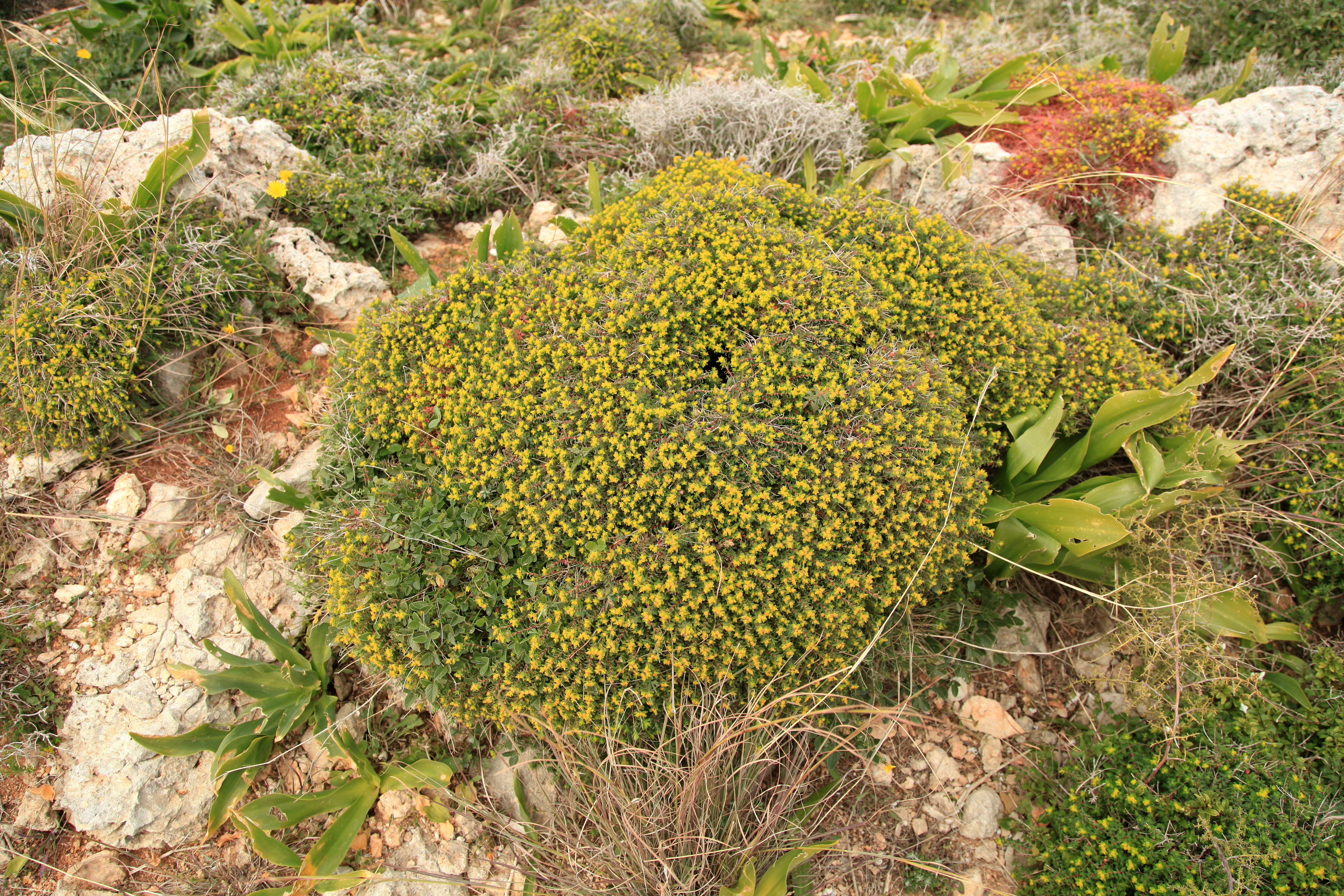